# 地蔵越
地蔵越（じぞうごえ）は、徳島県徳島市加茂名町と徳島市八万町の堺、眉山に位置する峠である。標高144m。

## 概要
徳島県道203号鮎喰新浜線にあり、旧名東郡加茂名町と名東郡八万村をつなぐ。
名前の起こりとなった地蔵院が眉山麓にある。この地蔵越は四国八十八箇所霊場の十七番札所井戸寺と十八番札所恩山寺を結ぶ遍路道である。
遍路道に沿って眉山に水源のある長谷川が園瀬川まで流れている。また遍路道の西側には眉山カントリークラブがある。